# John Pool

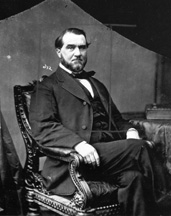

John Pool, född 16 juni 1826 i Pasquotank County, North Carolina, död 16 augusti 1884 i Washington, D.C., var en amerikansk politiker. Han representerade delstaten North Carolina i USA:s senat 1868–1873.
Pool studerade vid University of North Carolina at Chapel Hill. Han inledde 1847 sin karriär som advokat i Elizabeth City. Han gick med i Whigpartiet. Pool förlorade guvernörsvalet i North Carolina 1860 mot John Willis Ellis. Pool kandiderade i det valet för Opposition Party som främst bestod av tidigare whigs. Han bytte sedan parti till Republikanska partiet.
North Carolina fick 1868 representation i USA:s kongress för första gången efter amerikanska inbördeskriget. Republikanerna Pool och Joseph Carter Abbott tillträdde som ledamöter av USA:s senat. Senator Pool stödde William Woods Holdens försök att kväsa Ku Klux Klan i North Carolina. Pool efterträddes 1873 som senator av Augustus Summerfield Merrimon.
Efter sin tid i senaten arbetade Pool som advokat i Washington, D.C. Han avled 1884 och gravsattes på Oak Hill Cemetery i Washington, D.C.